# Talassoterapia

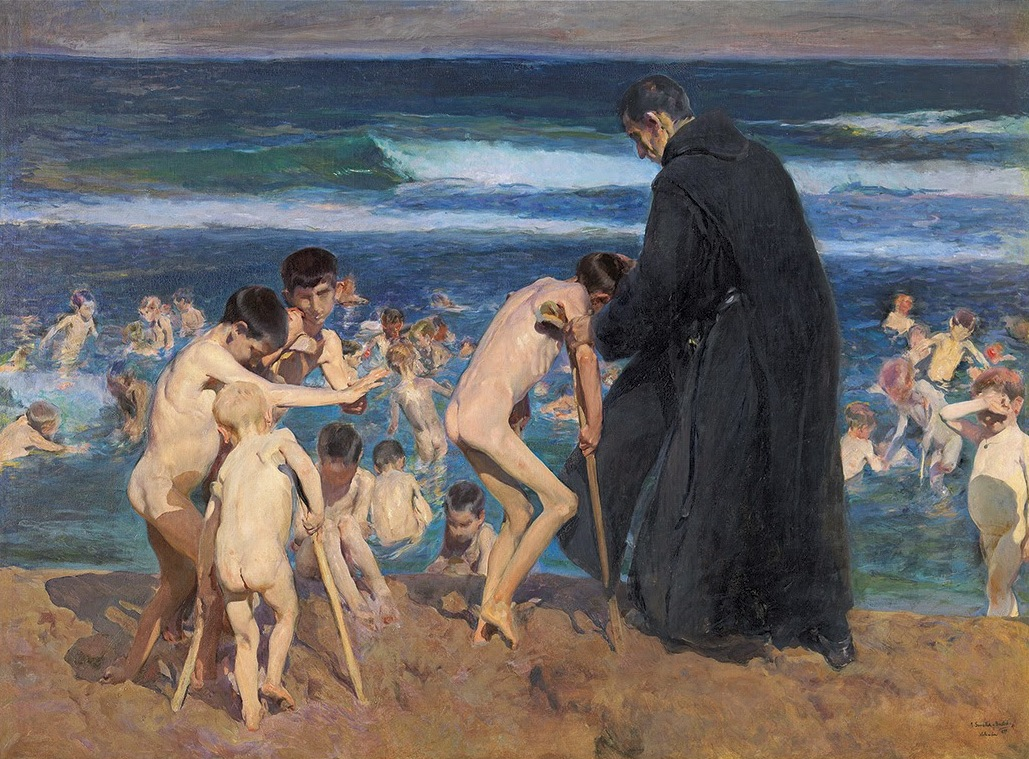
Joaquín Sorolla, Triste Herencia ("Triste eredità"), 1900. Bambini infermi prendono un bagno di mare a Valencia (al centro due di loro toccati da poliomielite)

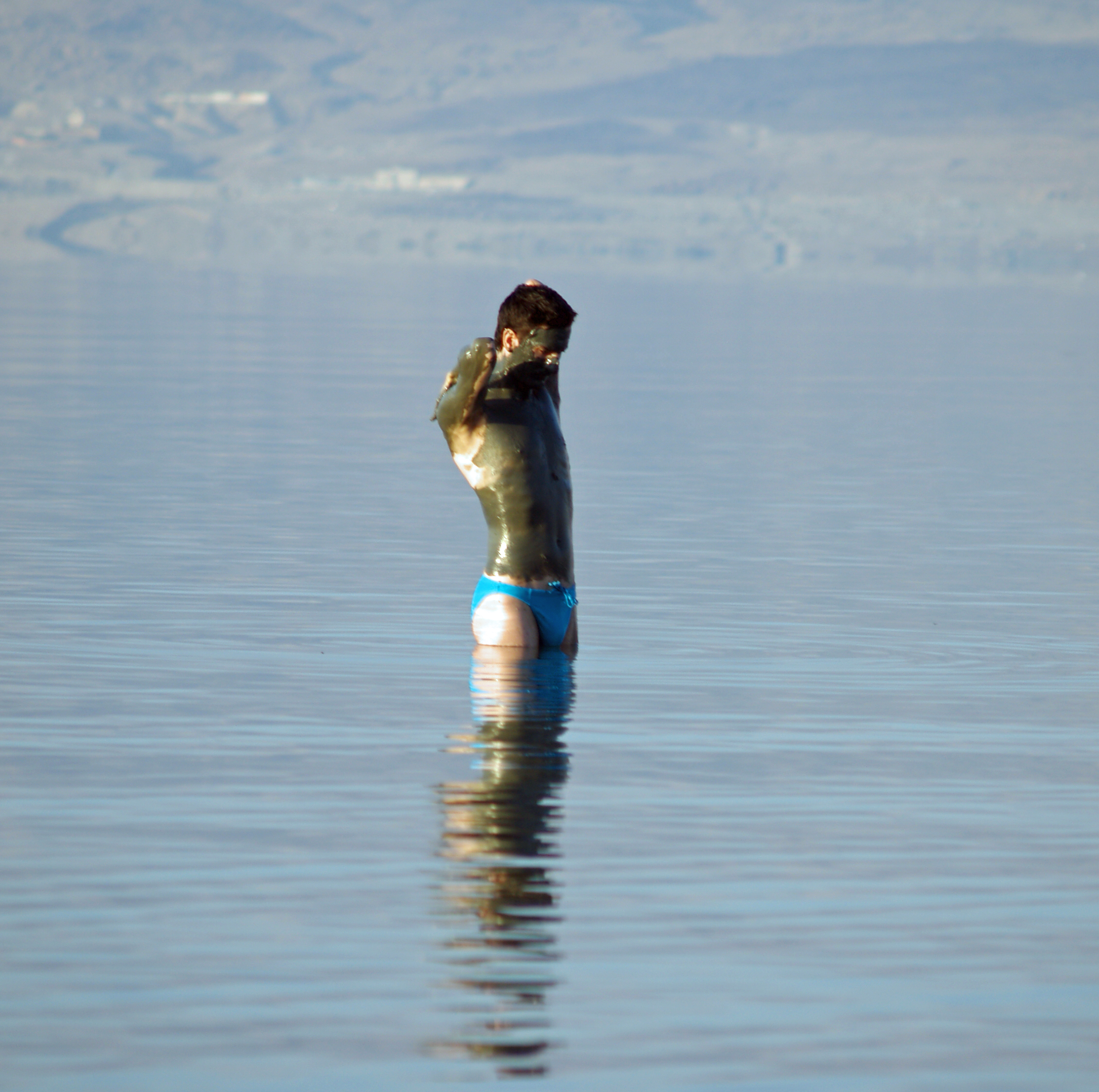
Acqua e fanghi del Mar Morto vengono utilizzati da alcuni che vi attribuiscono proprietà curative.

La talassoterapia, dal greco thalassa (mare) e thérapeia (trattamento) è basata sull'azione curativa del clima marino. La talassoterapia è stata inventata in Bretagna nel corso del XIX secolo, tuttavia la sua efficacia non è stata scientificamente provata.

## I differenti trattamenti
La sabbia e l'acqua di mare vengono impiegate per sabbiature e nebulizzazioni ad una temperatura tiepida. Un'altra applicazione talassoterapeutica è la balneoterapia, che viene effettuata, invece, con acqua di mare calda (di poco superiore ai 30 °C); questi tipi di bagni esercitano un'azione positiva nei confronti del sistema circolatorio. Infine troviamo i trattamenti con le alghe marine ricche di oligoelementi, che possono essere impiegate sia fresche che essiccate.

## Elioterapia
La talassoterapia combinata all'azione dell'elioterapia è utilizzata per la cura dei dolori articolari, artrosi e rachitismo.

## Malattie curabili
Sebbene l'efficacia delle sue pratiche non sia confermata, la talassoterapia viene indicata per la cura di malattie come:
- Dermatite
- Tubercolosi
- "dolori ossei"

Inoltre è considerata efficace nella riabilitazione post-traumatica.

## Controindicazioni
La talassoterapia è da evitare per le persone affette da malattie a carico del sistema nervoso (epilessia e isterismo). I bagni di acqua fredda non sono consigliabili a coloro i quali presentino disturbi cardio-vascolari.

## Congressi
La FE.M.TE.C. è la Federazione Mondiale del Termalismo e della Climatoterapia, che promuove ogni anno forum internazionali nei vari stati, in cui il tema principale è la salute e tutto ciò che contribuisce al suo mantenimento e miglioramento:
- Medicina Termale e Talassoterapia
- Medicina dello Sport
- Medicina del Benessere
- Medicina Naturale
- Climatologia e Bioclimatologia